# Antirrhineae
Antirrhineae Dumort., 1827 è una tribù di piante angiosperme appartenenti alla famiglia delle Plantaginaceae.

## Etimologia
Il nome della tribù deriva dal suo genere tipo Antirrhinum L., 1753 il cui significato in greco è “simile a un muso (o un naso)”, infatti “anti” = simile e “rhin” = naso ad indicare la forma della corolla personata. La prima documentazione di questo nome si ha da Joseph Pitton de Tournefort (Aix-en-Provence, 5 giugno 1656 – Parigi, 28 dicembre 1708) un botanico francese; e prima ancora da Teofrasto (371 a.C. – Atene, 287 a.C.) un filosofo e botanico greco antico, discepolo di Aristotele, autore di due ampi trattati botanici.
Il nome scientifico della tribù è stato definito dal botanico, naturalista e politico belga Barthélemy Charles Joseph Dumortier (Tournai, 3 aprile 1797 – 9 giugno 1878) nella pubblicazione "Florula belgica, opera majoris prodromus, auctore ... - Fl. Belg.: 34. 1827" del 1827.

## Descrizione

### Portamento

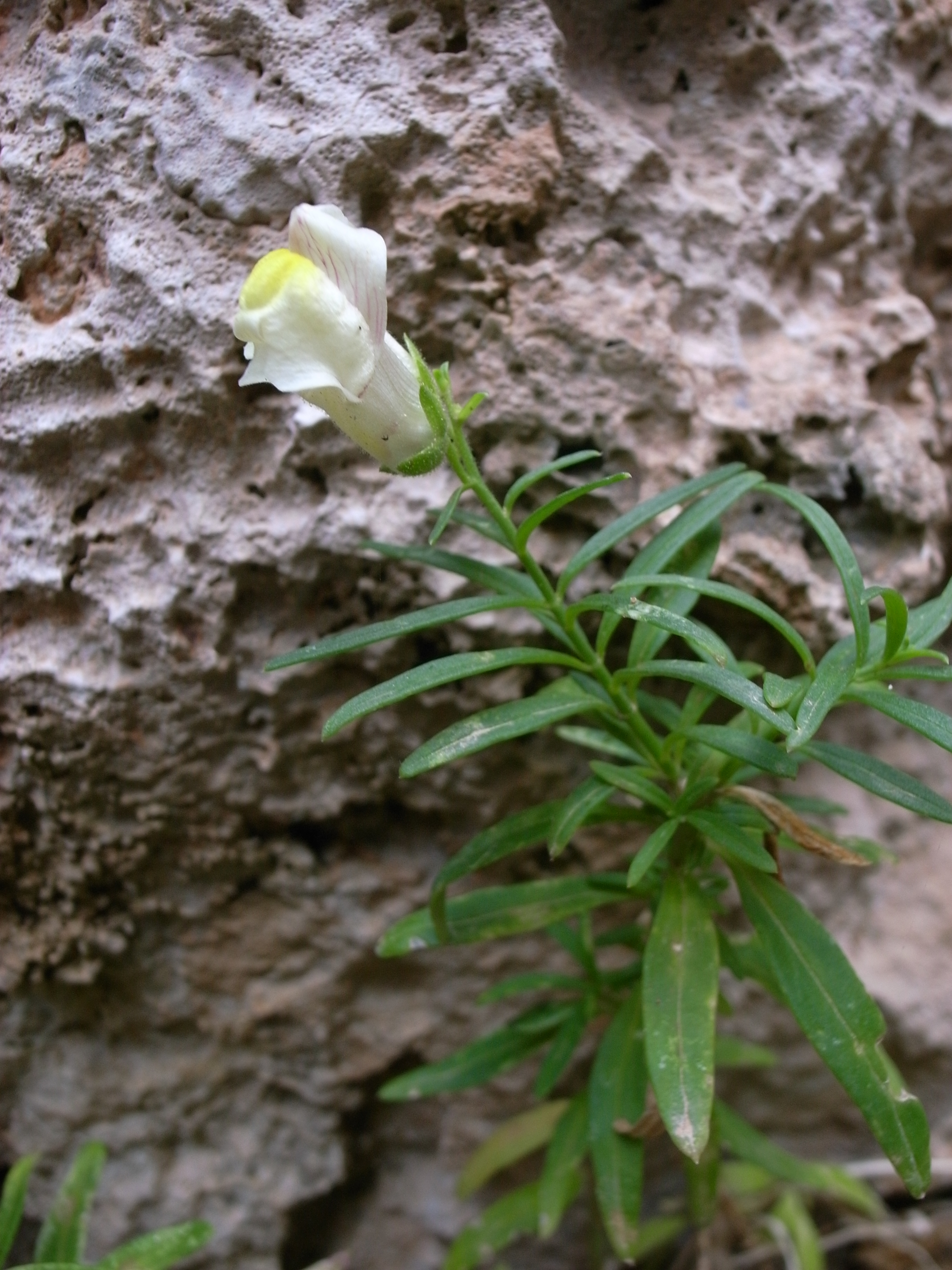
Il portamento
Antirrhinum siculum

Il portamento delle specie di questa tribù è erbaceo annuale o perenne anche subarbustivo o decisamente arbustivo (suffrutescente); sono presenti anche arbusti nani, oppure forme biologiche brevemente perenni (Cymbalaria). Queste piante possono essere glabre oppure pubescenti-ghiandolose o anche densamente villose. I fusti in genere sono da ascendenti o prostrati a eretti (anche rampicanti); sono presenti fusti legnosi solo alla base e spinescenti (Schweinfurthia). In Linaria i fusticini secondari ipocotiledoni spesso sono abbondanti o dominanti. Spesso i fusti prostrati o decombenti sono sterili, mentre sono fertili solamente quelli eretti.

### Foglie

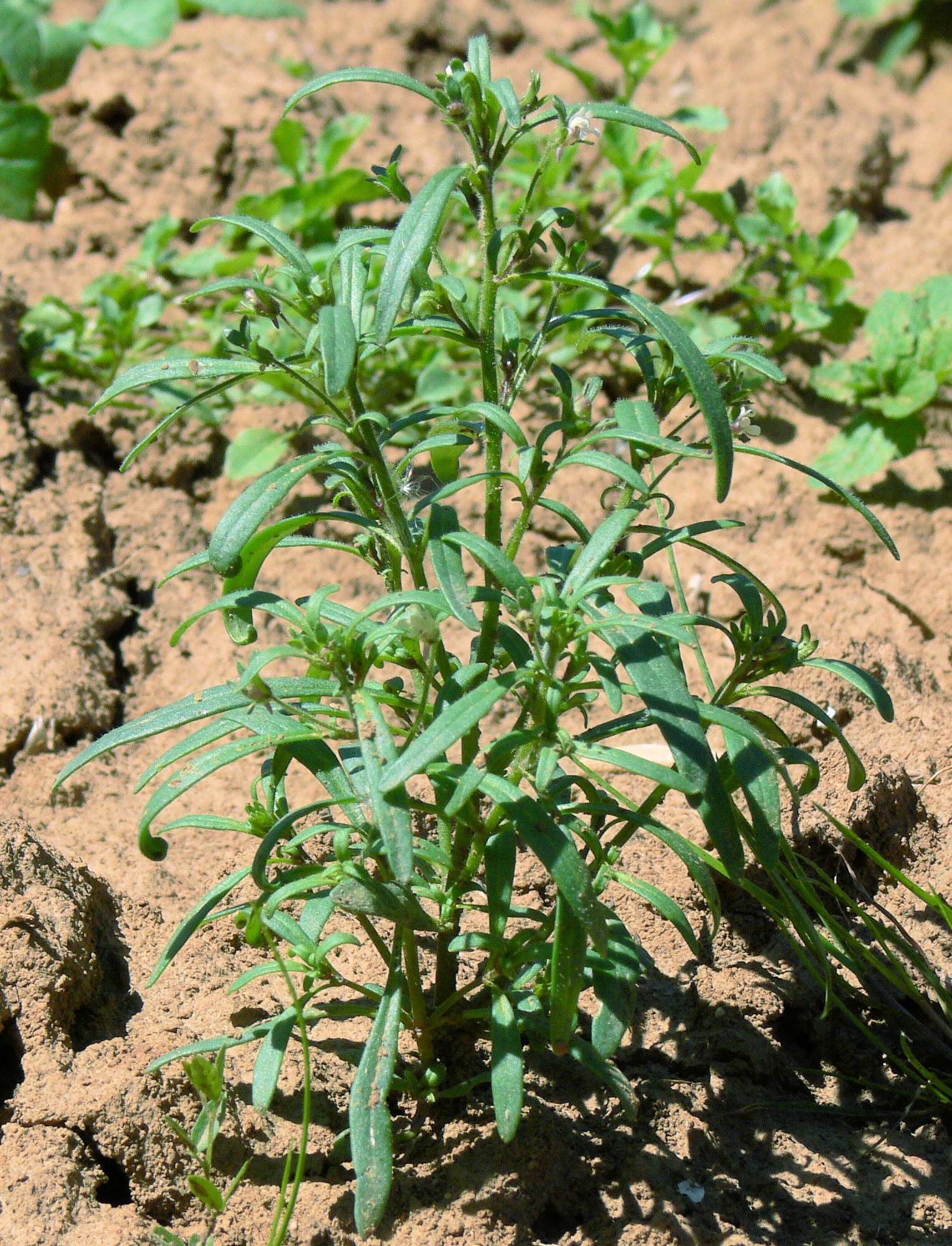
Le foglie
Chaenorhinum minus

Le foglie, da sessili a picciolate, lungo il caule sono disposte in modo opposto alla base; alternato verso l'apice (completamente alternate in Acanthorrhinum); raramente sono verticillate (Linaria). La lamina ha delle forme da lanceolato-lineari (o oblungo-lanceolate) a ovoidi, orbicolari o reniformi con apice acuminato o ottuso; sono spatolate in Holzneria e Albraunia. Sono presenti anche forme astate o sagittate (Kickxia). I bordi sono interi o crenato-dentati oppure lobati (anche profondamente divisi) oppure minutamente mucronati. In alcune specie sono caduche. In Anarrhinum le foglie sono eteromorfiche (le basali formano una rosetta, quelle medie sono intere, quelle superiori anche profondamente palmate).

### Infiorescenze

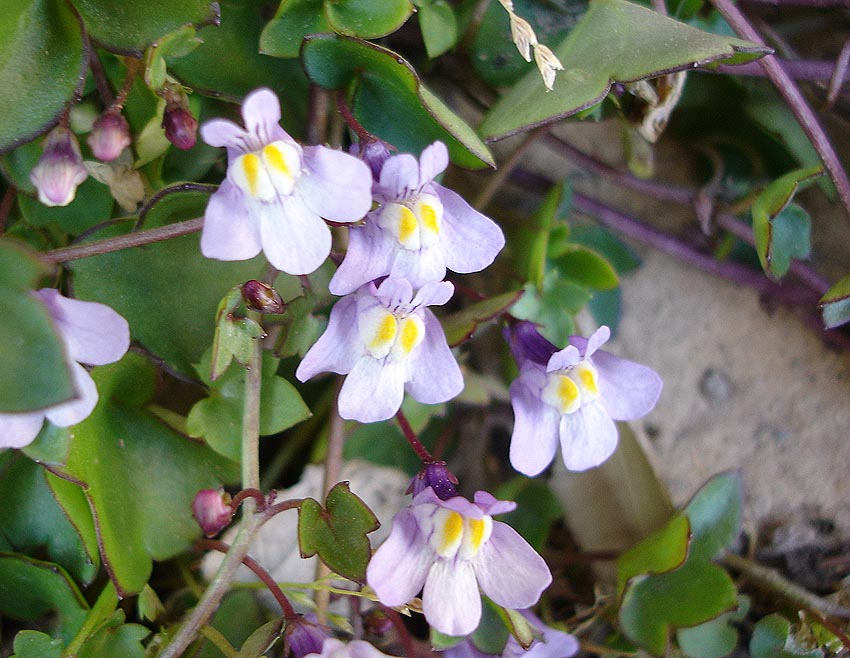
Infiorescenza
Cymbalaria muralis

Le infiorescenze sono delle dense spighe racemose terminali (solitarie o ascellari), frondose o bratteate. Le bratteole sono assenti. I fiori, grandi e vistosi, sono sessili o distintamente pedicellati (in Pseudorontium i pedicelli sono fortemente ricurvi alla fruttificazione). In alcuni casi i pedicelli sono doppi o cirriformi o pendenti.

### Fiori

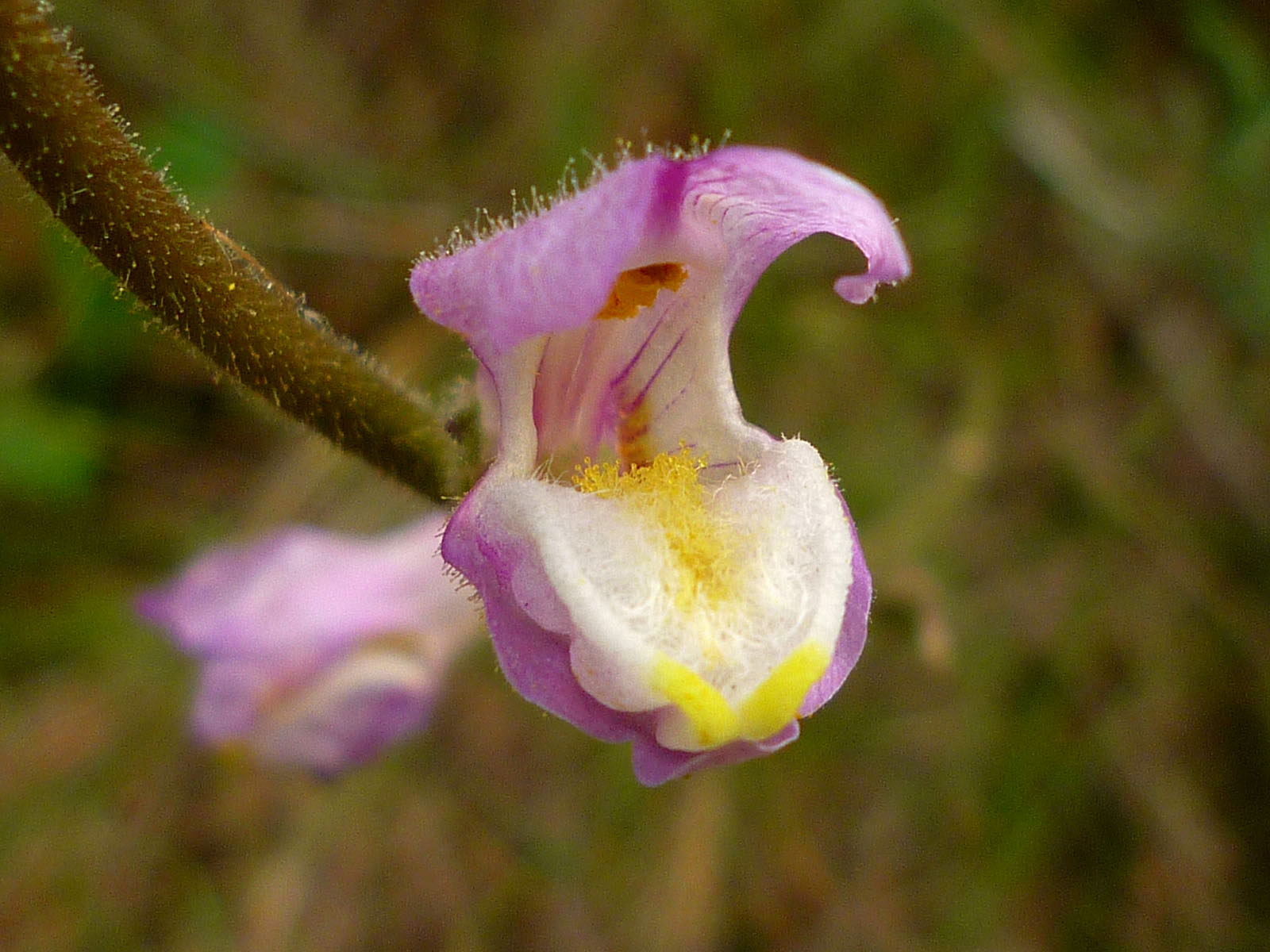
I fiori
Antirrhinum barrelieri

I fiori sono ermafroditi, zigomorfi e tetraciclici (ossia formati da 4 verticilli: calice– corolla – androceo – gineceo) e tetrameri (i verticilli del perianzio hanno 4 elementi).
- Formula fiorale:

X o * K (4-5), [C (4) o (2+3), A 2+2 o 2], G (2), capsula.
- Il calice, tuboloso, campanulato, urceolato o imbutiforme, più o meno attinomorfo e gamosepalo, è profondamente pentalobato con lobi da subuguali a ineguali (quelli adassiali sono più corti). I lobi hanno delle forme più o meno lanceolate; in alcune specie (Holmgrenanthe) sono spinuloso-dentati.
- La corolla, gamopetala e tubolare (con forme da cilindriche a campanulate, ma anche strettamente imbutiformi) del tipo bilabiata con 4 - 5 lobi patenti. Il tubo, che spesso ha una gibbosità e uno sperone da conico a lineare o filiforme (o anche ridotto ad un sacco) nella parte basale-adassiale, può essere più o meno ampio o lungo, oppure compresso dorsoventralmente. La forma terminale della corolla è personata con il palato sul labbro inferiore (il palato può oppure no chiudere la gola e può anche non essere presente o formato in modo embrionale). Il labbro superiore è bilobo ed eretto; quello inferiore con tre lobi (quello mediano in genere è più piccolo di quelli laterali). In alcuni casi sono presenti due pieghe longitudinali abassiali. In Rhodochiton la corolla è subattinomorfa con le due labbra più o meno uguali: il tubo della corolla termina in 5 ampi e affusolati lati e 4 poco profonde pieghe longitudinali e senza il palato basale. Il colore della corolla è blu, rosso, rosa, crema con palato giallo.
- L'androceo è formato da 4 stami didinami tutti fertili oppure da 2 (Mohavea). Un quinto stame, quello mediano, è ridotto ad un minuto staminoide. I filamenti sono adnati alla corolla e sono inclusi o poco sporgenti. Le antere sono formate da due teche distinte; la deiscenza è longitudinale attraverso due fessure. In alcuni casi (Kickxia, Nanorrhinum e altri generi) le antere formano delle strutture simili ad un anello. I granuli pollinici sono tricolporati.
- Il gineceo è bicarpellare (sincarpico - formato dall'unione di due carpelli connati). L'ovario è supero con placentazione assile e forme da ovoidi o globose a suborbicolari (obliquo in Howelliella). Gli ovuli per loculo sono numerosi, hanno un solo tegumento e sono tenuinucellati (con la nocella, stadio primordiale dell'ovulo, ridotta a poche cellule).[12]. I loculi a volte sono molto ineguali. Lo stilo ha uno stigma da capitato a fortemente bilobo. Il disco nettarifero è distinto e presente.

### Frutti
I frutti sono delle capsule con varie deiscenze (principalmente sono porocide, ma anche opercolate - con coperchio o valvate). I semi sono numerosi da forme ellissoidi a reniformi e con delle teste reticolato-alveate oppure crestate o tubercolate o del tutto lisce; possono essere presenti delle coste longitudinali. I semi sono alati in Misopates. In Pseudorontium cyathiferum e Mohavea i semi sono cyathiformi (ossia ciatiformi = forma di una ciotola).

## Biologia
Le specie di questo raggruppamento si riproducono per impollinazione tramite insetti quali imenotteri, lepidotteri o ditteri (impollinazione entomogama) o tramite il vento (impollinazione anemogama) oppure tramite colibrì (impollinazione ornitogama).
La dispersione dei semi avviene inizialmente a causa del vento (dispersione anemocora); una volta caduti a terra sono dispersi soprattutto da insetti tipo formiche (mirmecoria).

## Distribuzione e habitat
La distribuzione delle specie di questa tribù è prevalentemente mediterranea (con un centro di distribuzione secondario nel Nord America) con climi più o meno temperati.

## Tassonomia
La famiglia Plantaginaceae comprende 12 tribù, 105 generi e oltre 1 800 specie.

### Filogenesi

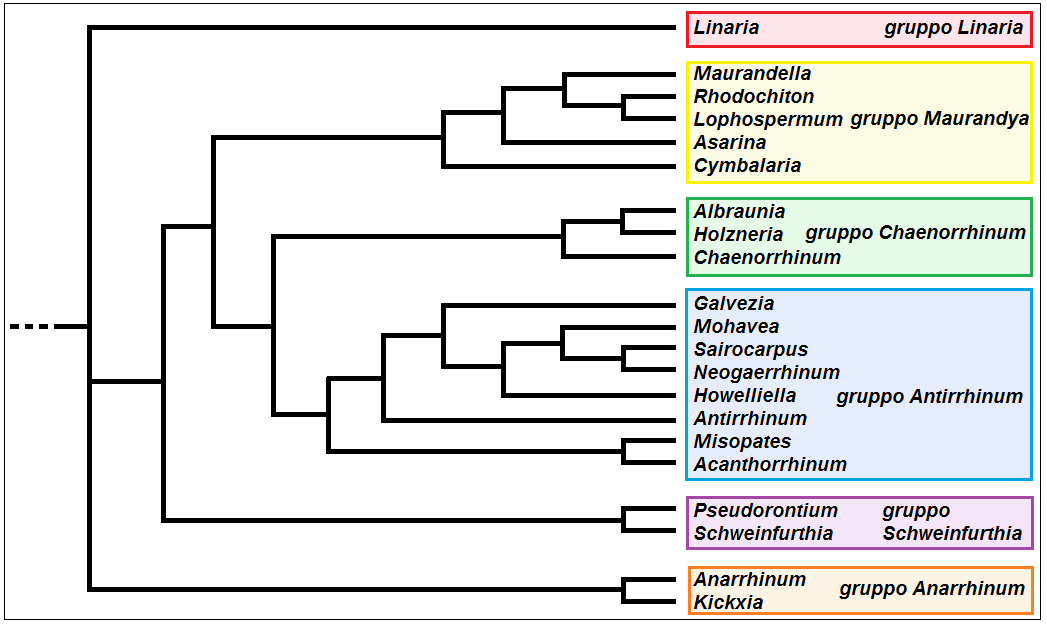
Cladogramma della tribù

La tribù di questa voce fino a poco tempo fa era circoscritta nella famiglia Veronicaceae o Scrophulariaceae a seconda dei vari Autori. L'attuale posizione tassonomica è stata realizzata con i nuovi sistemi di classificazione filogenetica (classificazione APG).
La monofilia di questa tribù raramente è stata messa in discussione fin da quando è stata definita; le varie analisi filogenetiche e morfologiche dimostrano che è un "gruppo naturale". Le specie di Antirrhineae sono caratterizzate dalla deiscenza poricida della capsula dei frutti ed in generale dall'estremo zigomorfismo del fiore, ma anche dalla presenza del glucoside iridoide "antirrhinoside", raramente presente al di fuori di questo gruppo.
In base alle analisi molecolari di tipo filogenetico (ITS e sequenze ndhF), all'interno della tribù, sono emerse sei linee principali (studi precedenti, basati anche sui vari impollinatori come api e colibrì, avevano evidenziato quattro cladi principali):
- gruppo Anarrhinum (Anarrhinum, Kickxia): con distribuzione Vecchio Mondo (2n = 18 - 40);
- gruppo Linaria (Linaria): con distribuzione Vecchio Mondo (2n = 12 e 24);
- gruppo Maurandya (Vecchio Mondo: Cymbalaria, Asarina; Nuovo Mondo: Maurandella, Rhodochiton, Lophospermum): con distribuzione cosmopolita (2n = 14 - 56);
- gruppo Schweinfurthia (Vecchio Mondo: Schweinfurthia; Nuovo Mondo: Pseudorontium): con distribuzione cosmopolita (2n = 26);
- gruppo Antirrhinum (Vecchio Mondo: Antirrhinum, Misopates, Acanthorrhinum; Nuovo Mondo: Howeliella, Neogarrhinum, Sairocarpus, Mohavea, Galvezia): con distribuzione cosmopolita (2n = 14 - 42);
- gruppo Chaenorrhinum (Chaenorrhinum, Albraunia, Holzneria): con distribuzione Vecchio Mondo (2n = 14 - 42);

Le variazioni dei numeri cromosomici sono dovute principalmente a fenomeni di poliploidia e diploidia. Dal punto di vista biogeografico si possono individuare tre linee di disgiunzione (o tre episodi di migrazione) tra il "Vecchio Mondo" e il "Nuovo Mondo" (posizionati più o meno tra l'Oligocene e il Miocene).
Un'ulteriore ricerca del 2012 ha permesso di perfezionare ulteriormente la struttura interna della tribù. In particolare dal gruppo Antirrhinum è stato tolto il genere Galvezia che è stato inserito nel gruppo Schweinfurthia insieme a Gambelia; al gruppo Maurandya sono stati aggiunti i generi Holmgrenanthe, Mabrya e Maurandya; e al gruppo Linaria è stato aggiunto il genere Nuttallanthus.
Recentemente è stato individuato un nuovo genere monotipo Pseudomisopates (Sánchez Mata) Güemes, 1997 (distribuzione Spagna) che secondo alcuni Autori dovrebbe essere descritto all'interno della tribù Antirrhineae (Gruppo Antirrhinum).
Considerazioni a parte vanno fatte per il genere Lafuentea (con una o due specie) che da alcune analisi risulterebbe "gruppo fratello" dell'intera tribù a scapito della morfologia divergente rispetto alle specie della tribù (piccoli fiori agglomerati in grandi infiorescenze, simmetria subattinomorfa del fiore senza palato, stami decisamente sporgenti dal tubo corollino).
Nell'ambito della sottofamiglia la posizione di Antirrhineae non è ancora ben definita. Da alcune analisi risulta "gruppo fratello" della tribù Cheloneae, ma non sempre questo risultato è confermato (in altri casi risulta più collegato alle tribù Digitalideae e Veroniceae).
Il cladogramma a lato, tratto dallo studio citato e semplificato, dimostra l'attuale conoscenza della struttura della tribù.

### Generi
La tribù comprende 30 generi e oltre 300 specie:
- Acanthorrhinum Rothm. (1 sp.)
- Albraunia Speta (3 spp.)
- Anarrhinum Desf. (9 spp.)
- Antirrhinum L. (24 spp.)
- Asarina Mill. (1 sp.)
- Chaenorhinum (DC.) Rchb. (28 spp.)
- Cymbalaria Hill (17 spp.)
- Epixiphium (A. Gray) Munz (1 sp.)
- Gadoria Güemes & Mota (1 sp.)
- Galvezia Dombey ex Juss. (5 spp.)
- Gambelia Nutt. (4 spp.)
- Holmgrenanthe Elisens (1 sp.)
- Holzneria Speta (2 spp.)
- Howelliella Rothm. (1 sp.)
- Kickxia Dumort. (24 spp.)
- Lafuentea Lag. (2 spp,)
- Linaria Mill. (197 spp.)
- Lophospermum D.Don (7 spp.)
- Mabrya Elisens (6 spp.)
- Maurandella (A. Gray) Rothm. (1 sp.)
- Maurandya Ortega (2 spp.)
- Misopates Raf. (8 spp.)
- Mohavea A. Gray (2 spp.)
- Nanorrhinum Betsche (29 spp.)
- Neogaerrhinum Rothm. (2 spp.)
- Pseudomisopates Güemes (1 sp.)
- Pseudorontium (A. Gray) Rothm. (1 sp.)
- Rhodochiton Zucc. ex Otto & Dietrich (3 spp.)
- Sairocarpus D.A. Sutton (10 spp.)
- Schweinfurthia A. Braun (6 spp.)

### Chiavi analitiche per i generi
Per meglio comprendere ed individuare i vari generi della tribù l’elenco seguente utilizza in parte il sistema delle chiavi analitiche (vengono cioè indicate solamente quelle caratteristiche utili a distingue un genere dall'altro):
- Gruppo 1A: gli stami fertili sono 2; le antere sono coerenti marginalmente e formano una struttura simile ad un anello;

- Gruppo 2A: le foglie cauline normalmente sono profondamente palmatosette, più raramente sono intere; i piccioli non sono doppi; i frutti sono delle capsule porocide, ed ogni poro è aperto da una singola ligulata valva;

- Anarrhinum.

- Gruppo 2B:  le foglie cauline alla base spesso sono astate o sagittate, ma mai palmatosette; i piccioli spesso sono doppi; i frutti sono delle capsule porocide, ed ogni poro è aperto da un opercolo o tramite alcune valve o denti;

- Kickxia: le antere sono cigliate; i frutti sono delle capsule deiscenti per opercoli.
- Nanorrhinum: le antere sono glabre; i frutti sono delle capsule deiscenti per valve.

- Gruppo 1B: gli stami fertili sono 2 o 4; le antere sono libere o coerenti marginalmente a copie;

- Gruppo 3A: alla base nella parte abassiale del tubo della corolla è presente un lungo e distinto sperone;

- Gruppo 4A: le foglie sono lobate o dentate, la superficie ha delle venature palmate e sono lungamente picciolate;

- Cymbalaria.

- Gruppo 4B: le foglie hanno una lamina intera, la superficie ha delle venature pennate e sono sessili o brevemente picciolate;

- Gruppo 5A: il lobo adassiale del calice è molto più corto dei 4 lobi abassiali normalmente filiformi;

- Holzneria: lo sperone della corolla è conico, diritto e molto più corto del resto della corolla.
- Linaria: lo sperone della corolla è cilindrico o strettamente conico, diritto, spesso arcuato e molto più lungo del resto della corolla.

- Gruppo 5B:  il lobo adassiale del calice è da uguale a molto più lungo dei 4 lobi abassiali non di tipo filiforme;

- Gruppo 6A: le foglie sono sessili; lo sperone della corolla è cilindrico o strettamente conico, talvolta lineare o filiforme e spesso è arcuato;

- Nuttalanthus: il labbro inferiore della corolla è più grande di quello superiore; i semi sono percorsi da 4 - 7 creste longitudinali.
- Linaria: il labbro inferiore della corolla è uguale a quello superiore o poco più grande; i semi sono percorsi al massimo da 3 creste longitudinali oppure sono circondati da un'ala.

- Gruppo 6B: inferiormente le foglie sono picciolate; lo sperone della corolla è conico o fusiforme e comunque diritto;

- Albraunia: la capsula del frutto è tetrangolare verso l'apice, i loculi sono pari e ognuno si apre attraverso un poro laterale allungato.
- Chaenorrhinum: la capsula del frutto verso l'apice è affusolata, i loculi sono pari oppure no e ognuno si apre attraverso un poro dentato o valvato.

- Gruppo 3B: alla base nella parte abassiale del tubo della corolla è presente una gibbosità o talvolta una sacca;

- Gruppo 7A: la lamina delle foglie è lineare, oblunga, lanceolata, ovoide, ellittica o orbicolare con evidenti venature pennate oppure appena visibile ad eccezione della costa centrale, i margini sono interi e con la base mai astata o sagittata;

- Gruppo 8A: i semi sono dorsoventralmente asimmetrici, più o meno ciatiformi (a forma di una ciotola), la faccia ventrale è circondata da un'ala o cresta.

- Gruppo 9A: il tubo della corolla ha un portamento più o meno verticale; le labbra sono più lunghe del tubo corollino; gli stami fertili sono 2;

- Mohavea.

- Gruppo 9B: il tubo della corolla ha un orientamento più o meno orizzontale; le labbra sono corte più o meno come il tubo corollino; gli stami fertili sono 4;

- Gruppo 10A: i lobi del calice normalmente sono più lunghi del tubo della corolla; i loculi della capsula sono disuguali;

- Misopates.

- Gruppo 10B: i lobi del calice sono più corti del tubo della corolla; i loculi della capsula sono uguali;

- Acanthorrhinum: il portamento delle specie è arbustivo; le foglie sono sessili; i peduncoli alla fruttificazione sono eretti o eretto-patenti.
- Pseudorontium: il portamento delle specie è erbaceo; le foglie sono picciolate; i peduncoli alla fruttificazione sono ricurvi.

- Gruppo 8B: i semi normalmente hanno una simmetria radiale, se sono dorsoventralmente asimmetrici allora non sono ciatiformi, la faccia ventrale è crestata, oppure crestato-alata oppure alveolata ma non è circondata da un'ala o cresta.

- Gruppo 11A: i peduncoli sono molto più lunghi della corolla e sono cirrosi;

- Neogaerrhinum.

- Gruppo 11B: i peduncoli sono più corti della corolla (raramente hanno la stessa lunghezza) e molto raramente sono cirrosi;

- Gruppo 12A: i loculi delle capsule dei frutti sono più o meno uguali;

- Gruppo 13A: il portamento delle specie è erbaceo; le foglie sono sessili e quelle cauline sono per lo più a disposizione alterna; il colore della corolla è blu pallido e il tubo è corto;

- Nuttalanthus.

- Gruppo 13B: il portamento delle specie è arbustivo; le foglie cauline sono per lo più a disposizione opposta o verticillata; il colore della corolla è rosso o raramente bianco e il tubo è allungato;

- Galvezia: le pareti delle capsule sono sottili; i loculi si aprono attraverso rotture irregolari; i semi hanno più o meno una simmetria radiale e sono provviste di creste longitudinali.
- Gambelia: le pareti delle capsule sono spesse; i loculi si aprono attraverso alcuni denti; i semi hanno una simmetria bilaterale, normalmente con un'evidente asimmetria dorsoventrale, le facce ventrali sono alveolate o provviste di creste longitudinali.

- Gruppo 12B: i loculi delle capsule dei frutti non sono uguali;

- Gruppo 14A: il lobo adassiale del calice normalmente è più grande dei 4 abassiali, più grandi del tubo della corolla; i loculi adassiali delle capsule dei frutti hanno pochi semi e sono indeiscenti;

- Schweinfurthia.

- Gruppo 14B: il lobo adassiale del calice è uguale (o più raramente più grande) dei 4 abassiali, normalmente più corti del tubo della corolla; i loculi adassiali delle capsule dei frutti hanno molti semi e sono deiscenti;

- Gruppo 15A: il portamento delle specie è nano-arbustivo o erbaceo perenne e suffrutescente; le brattee o le foglie floreali non sottendono addizionali rami; lo stilo è eretto; le pareti delle capsule sono spesse; i semi hanno una simmetria radiale;

- Antirrhinum.

- Gruppo 15B: il portamento delle specie è erbaceo annuale o perenne; le brattee o le foglie floreali spesso sottendono addizionali rami a portamento cirroso; lo stilo ha un'inserzione obliqua; le pareti delle capsule sono sottili; i semi hanno un'asimmetria più o meno dorsoventrale;

- Howelliella: la venatura centrale delle foglie termina in una prominente ghiandola, sporgente dalla faccia abassiale della foglia; la corolla ha un palato poco sviluppato e non occlude la gola.
- Sairocarpus: la venatura centrale delle foglie termina in una più o meno sottile ghiandola che non sporge dalla faccia abassiale della foglia; la corolla ha un palato ben sviluppato e più o meno occlude la gola.

- Gruppo 7B: la lamina delle foglie è reniforme, orbicolare, deltata o con 5 angoli con venature palmate, i margini sono dentati o crenati, più raramente sono interi ad eccezione dei lobi con base astata o sagittata.

- Gruppo 16A: le foglie superiori lungo il caule hanno una disposizione opposta; il palato del labbro inferiore della corolla ha due evidenti gibbosità;

- Asarina.

- Gruppo 16B: le foglie superiori lungo il caule hanno una disposizione alternata; il palato del labbro inferiore della corolla è semplice;

- Gruppo 17A: i semi hanno due ali longitudinali oppure sono circondati marginalmente da un'ala;

- Gruppo 18A: i lobi del calice sono gibbosi o carenati, induriti alla fruttificazione; i loculi delle capsule si aprono con una solitaria e ampia valva;

- Epixiphium.

- Gruppo 18B: i lobi del calice non sono gibbosi o carenati o induriti alla fruttificazione; i loculi delle capsule si aprono attraverso delle rotture irregolari;

- Rhodochiton: i fiori hanno un portamento pendente; la divisione del calice è minore della sua metà, talvolta è gonfiato e membranoso; la corolla è formata da 5 subuguali lobi o due labbra scarsamente visibili.
- Lophospermum: i fiori hanno un portamento più o meno orizzontale; la divisione del calice è più grande della sua metà e non è gonfiato o membranoso; la corolla è formata da due labbra.

- Gruppo 17B: i semi sono privi di ali oppure hanno 4 coste simili ad un'ala;

- Gruppo 19A: il palato della corolla è visibile; i loculi delle capsule dei frutti sono disuguali;

- Holmgrenanthe: le foglie sono spinuloso-dentate; i lobi del calice sono spinuloso-dentati; il colore della corolla è giallo; i semi sono foveati (con cavità).
- Maurandella: le foglie sono intere ad eccezione dei lobi basali; i lobi del calice sono interi; il colore della corolla è blu-violetto; i semi sono tubercolati.

- Gruppo 19B: il palato della corolla è appena visibile o mancante; i loculi delle capsule dei frutti sono più o meno uguali;

- Maurandya: i rami sono rampicanti; le foglie hanno la lamina a forma deltata o sono 5-lobate con margini altrimenti interi; i piccioli sono doppi.
- Mabrya: i rami sono ascendenti o eretto-finali; le foglie hanno la lamina a forma cordata, orbicolare o reniforme con margini crenati o dentati; i piccioli non sono doppi.

### Generi spontanei della flora italiana
Sul territorio italiano sono presenti i seguenti generi della tribù di questa voce:
- Misopates - Specie presenti: 2.
- Anarrhinum - Specie presenti: 1.
- Linaria - Specie presenti: 23.
- Cymbalaria - Specie presenti: 6.
- Kickxia - Specie presenti: 5.
- Antirrhinum - Specie presenti: 3.
- Chaenorrhinum - Specie presenti: 3

### Alcune specie

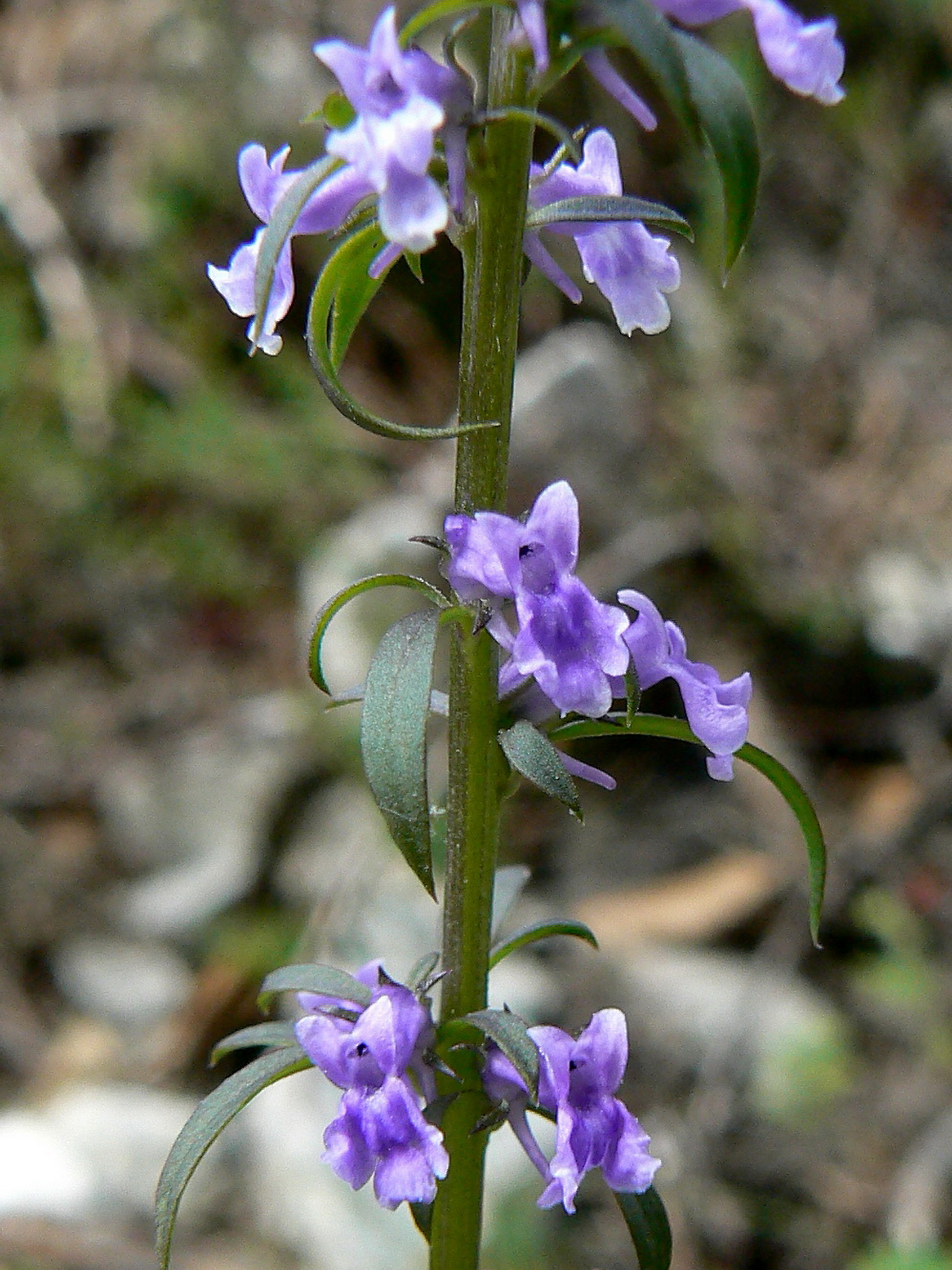
Anarrhinum bellidifolium
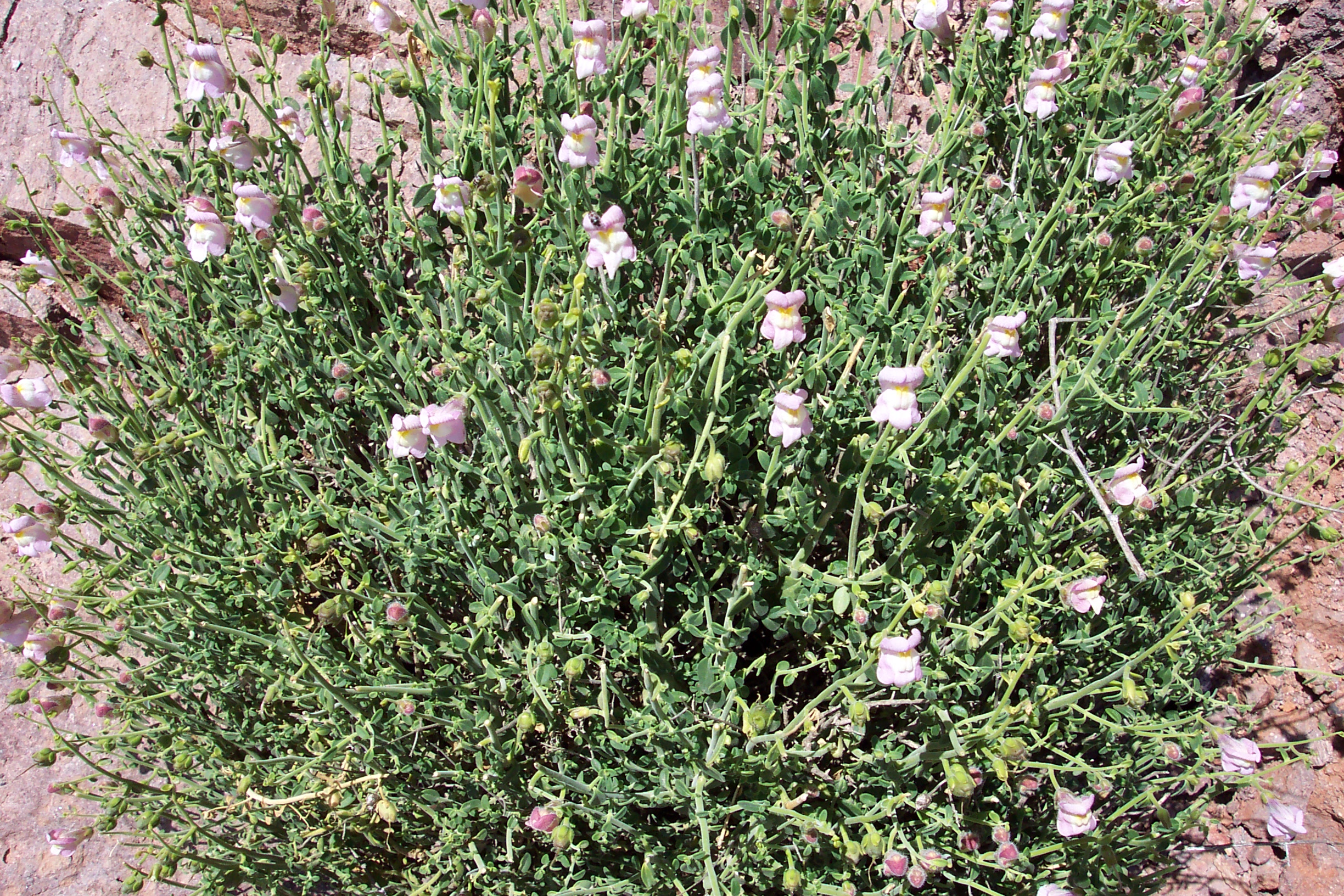
Antirrhinum charidemi
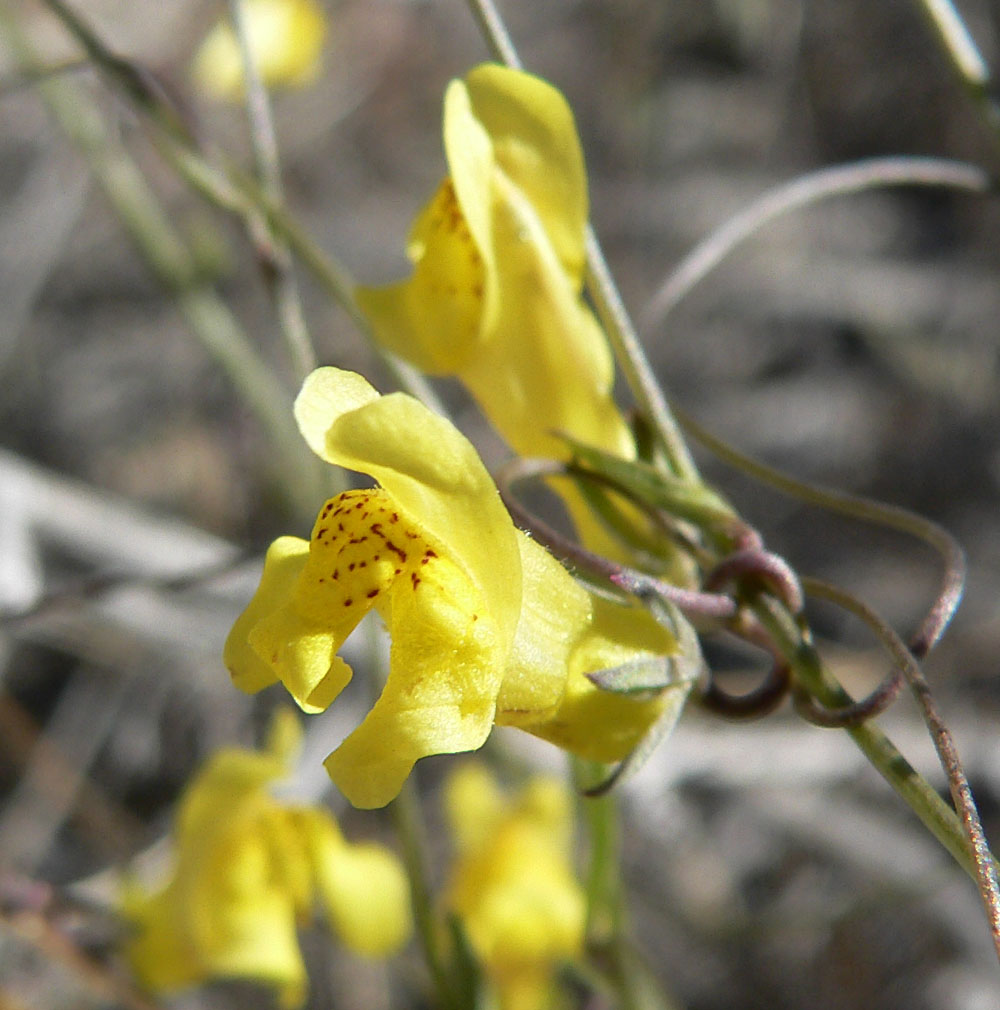
Antirrhinum filipes
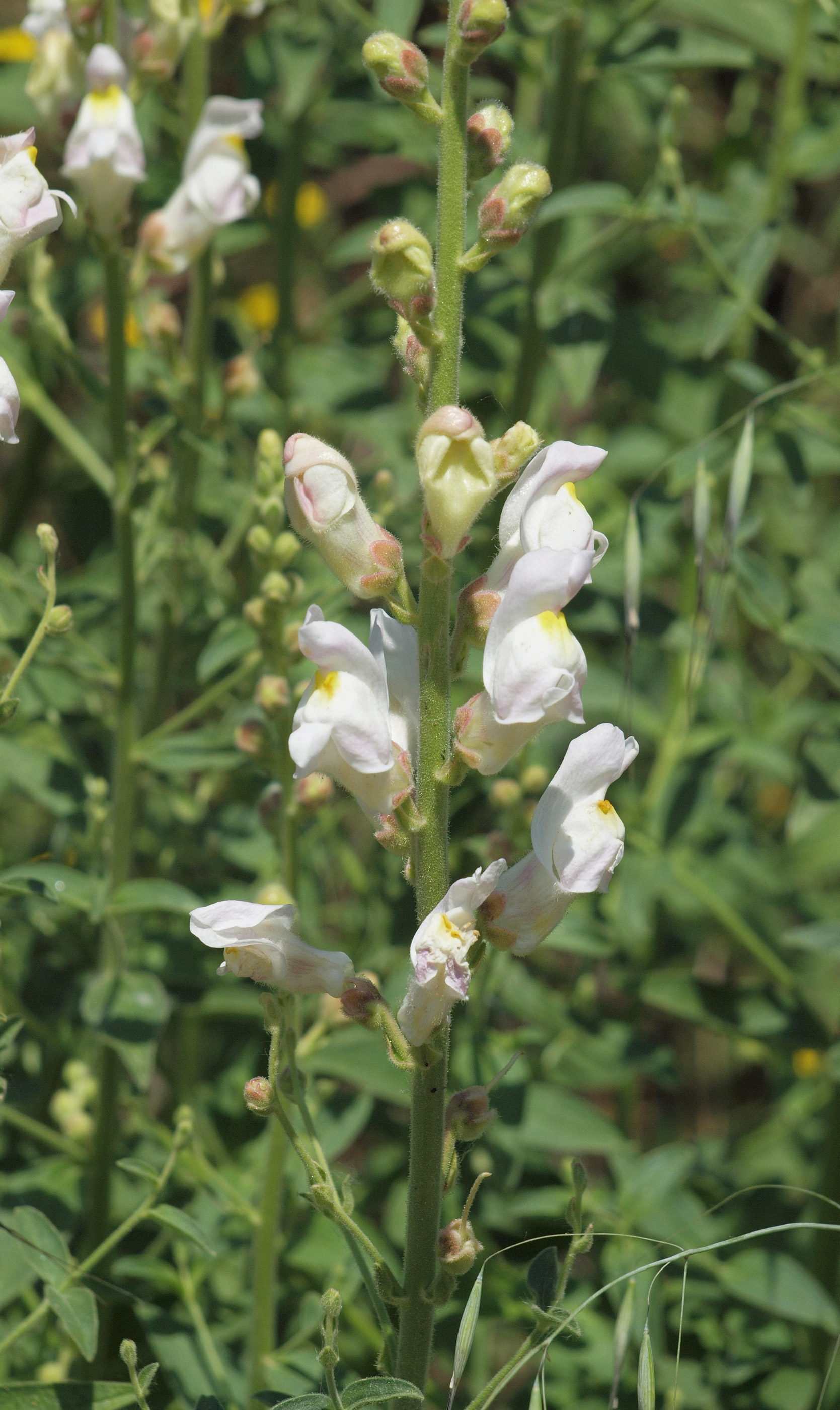
Antirrhinum graniticum
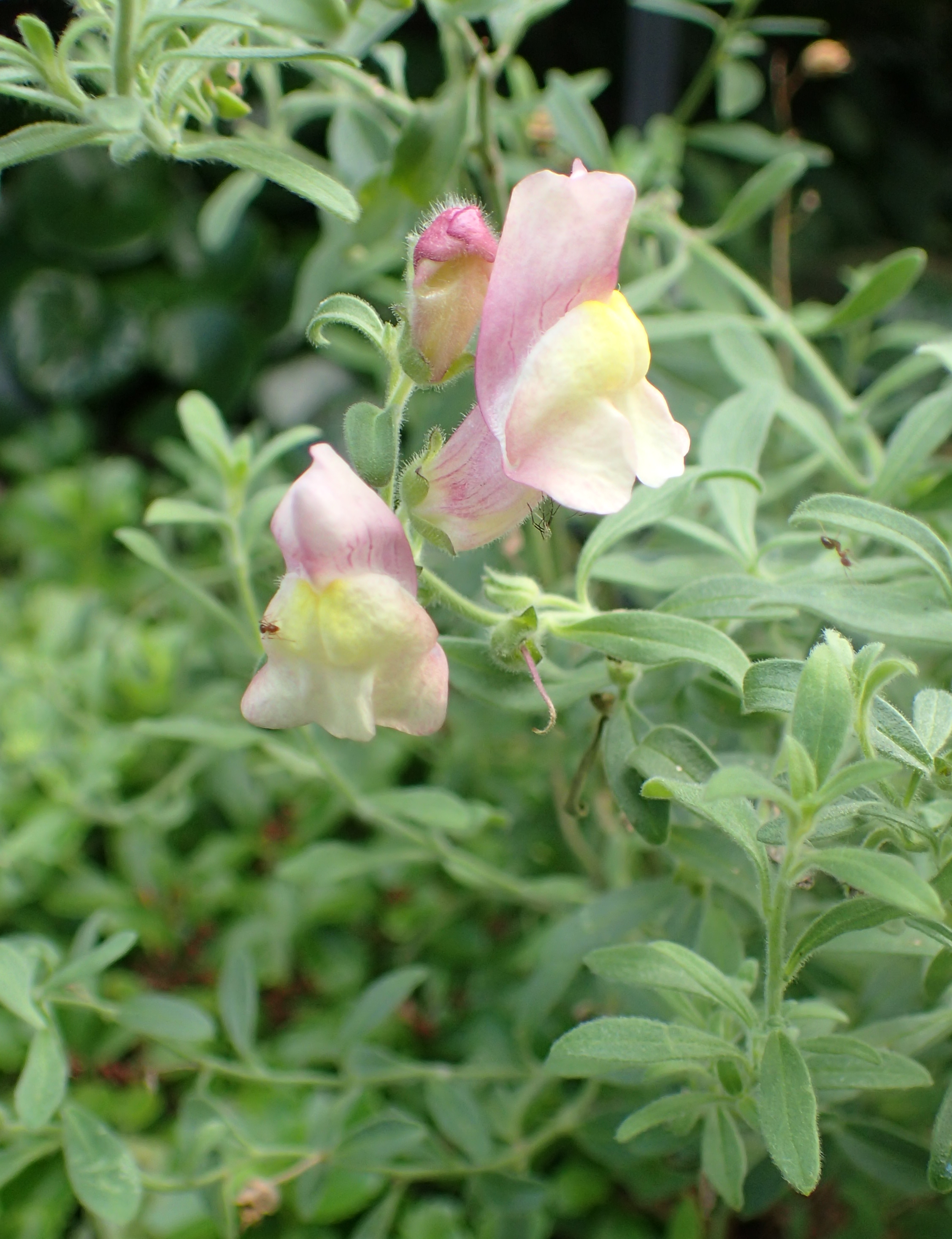
Antirrhinum hispanicum
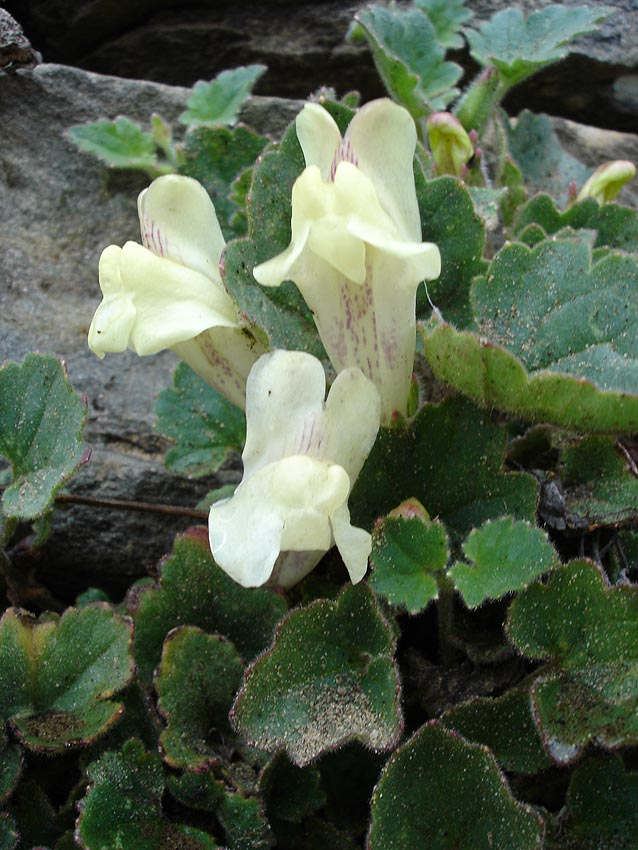
Asarina procumbens
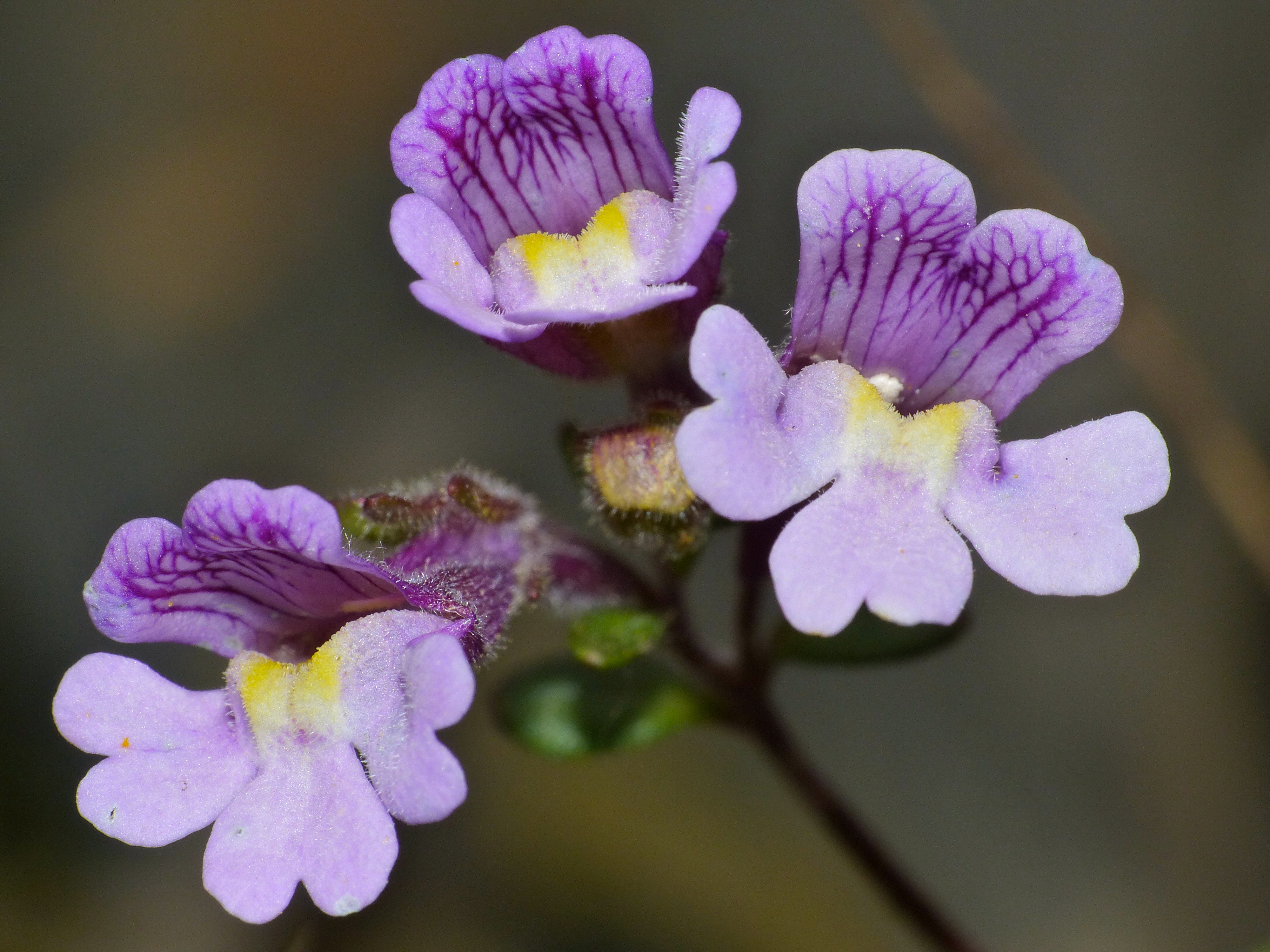
Chaenorrhinum origanifolium
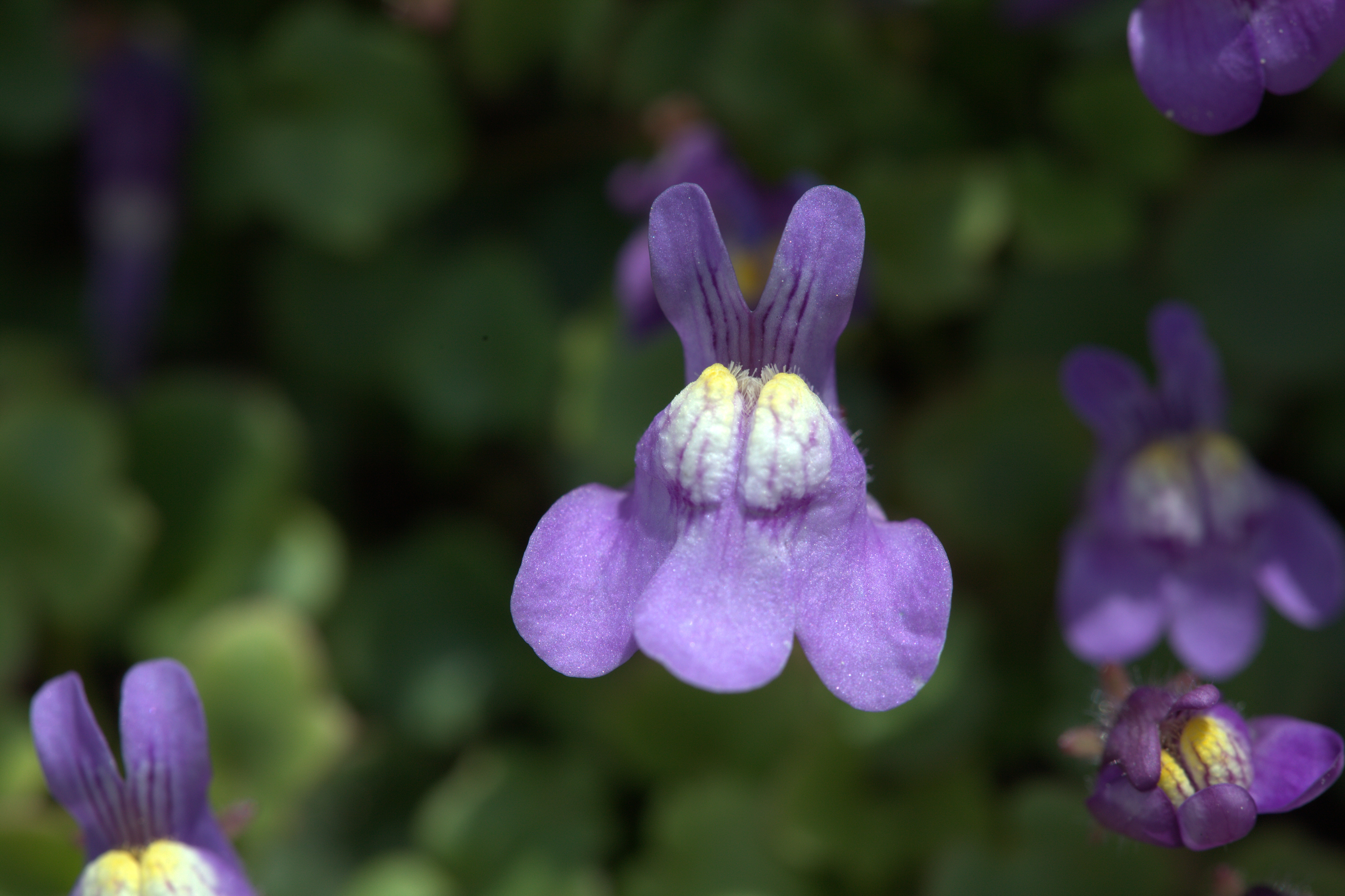
Cymbalaria pallida
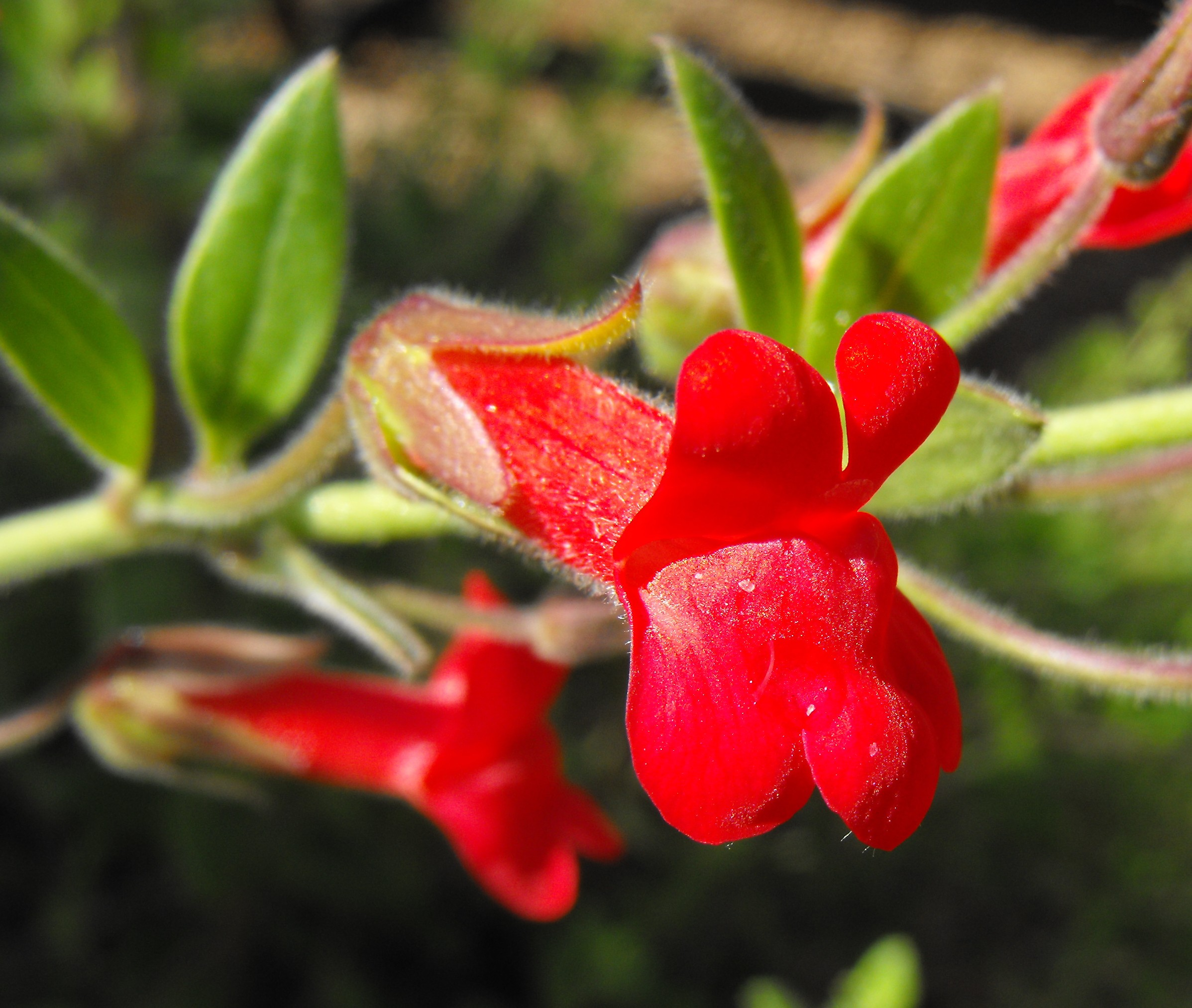
Gambelia speciosa
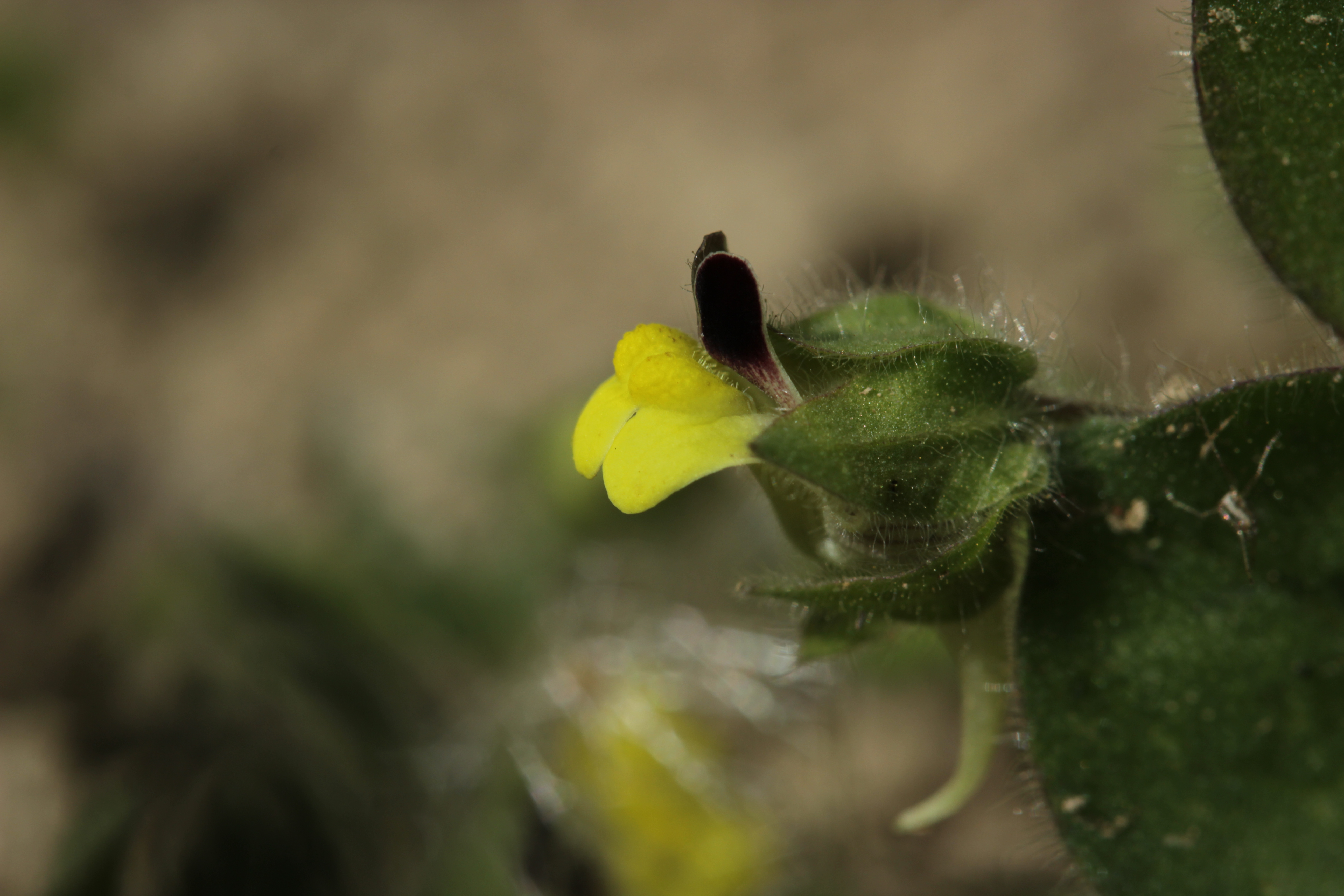
Kickxia spuria
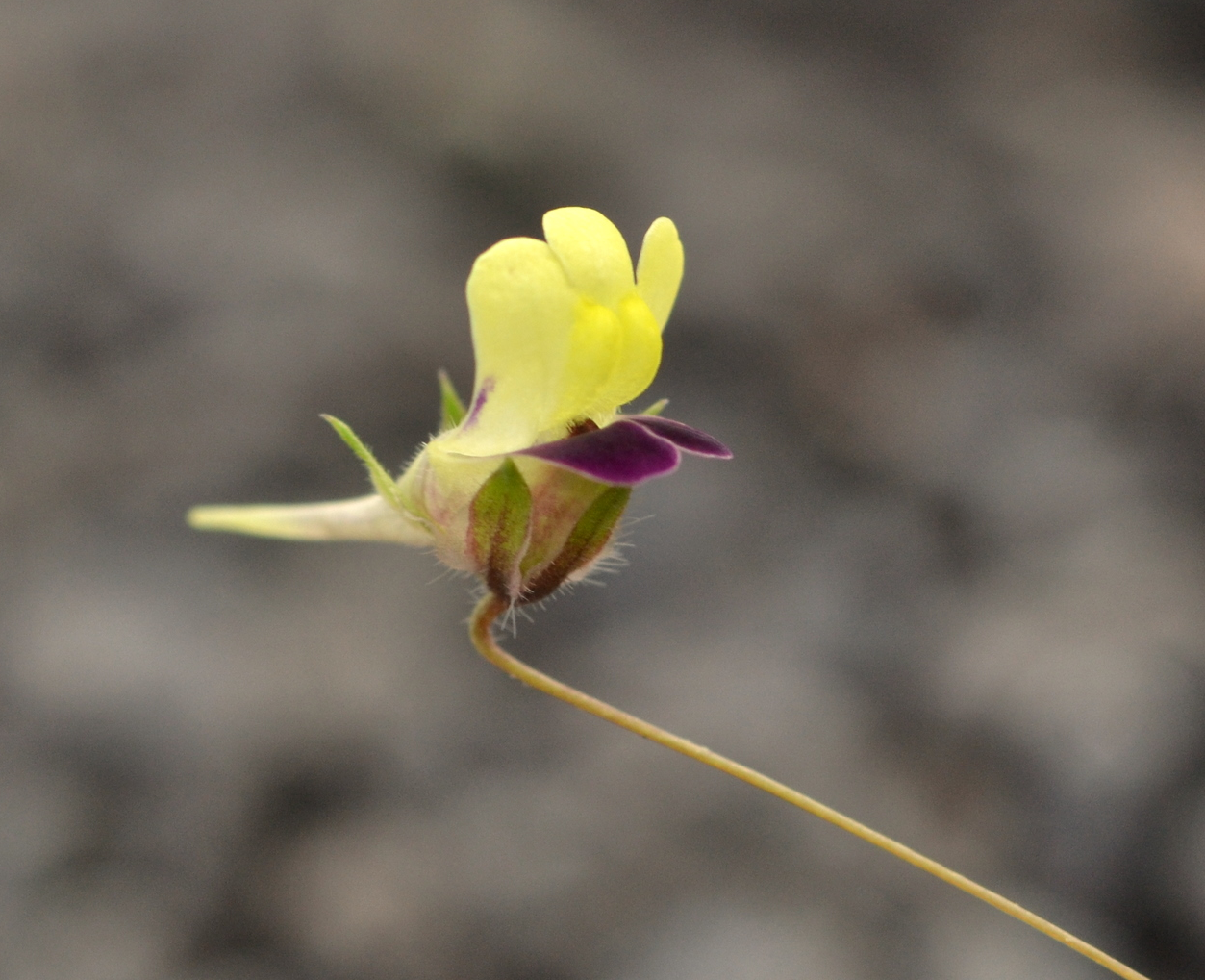
Kickxia elatine
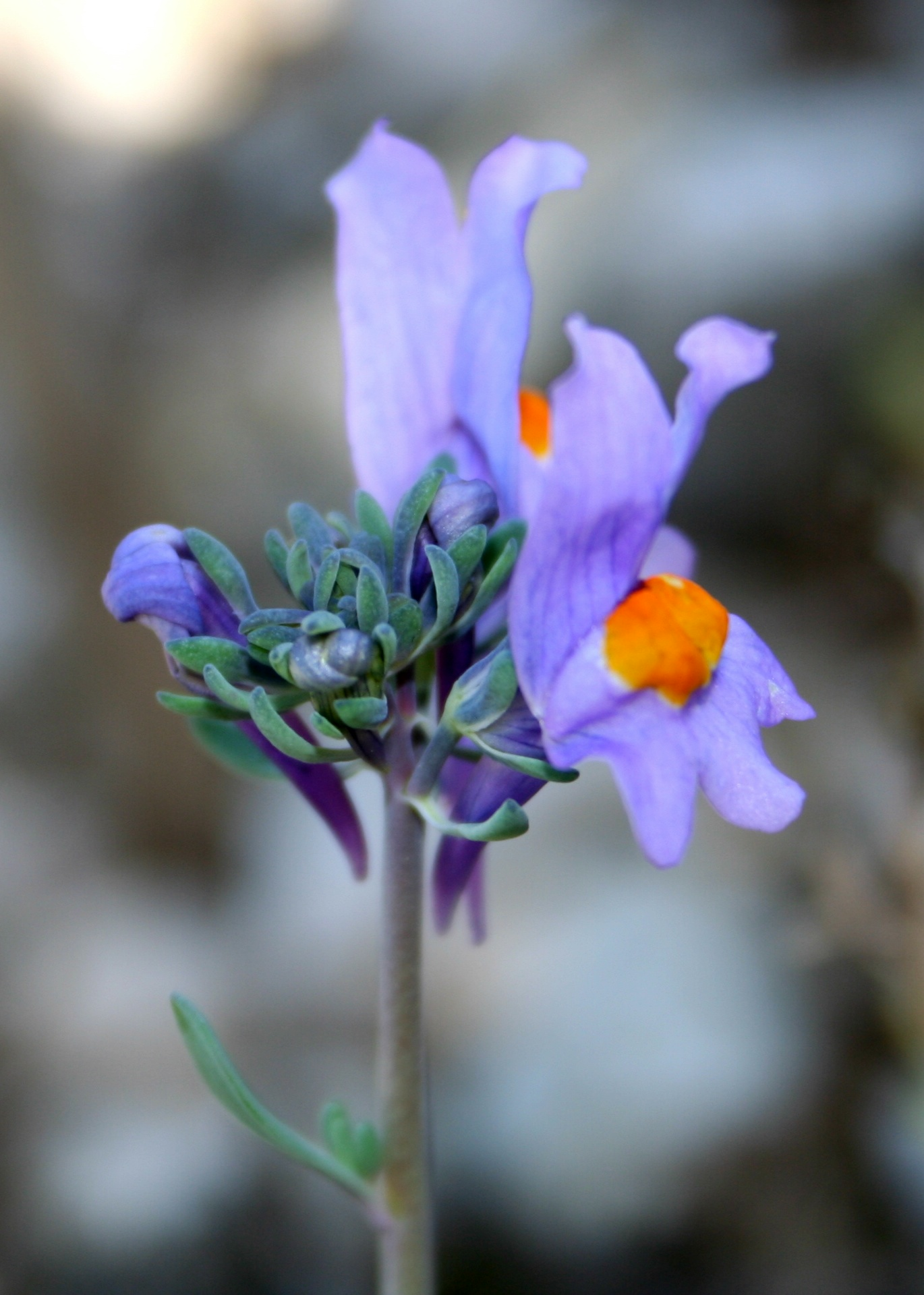
Linaria alpina
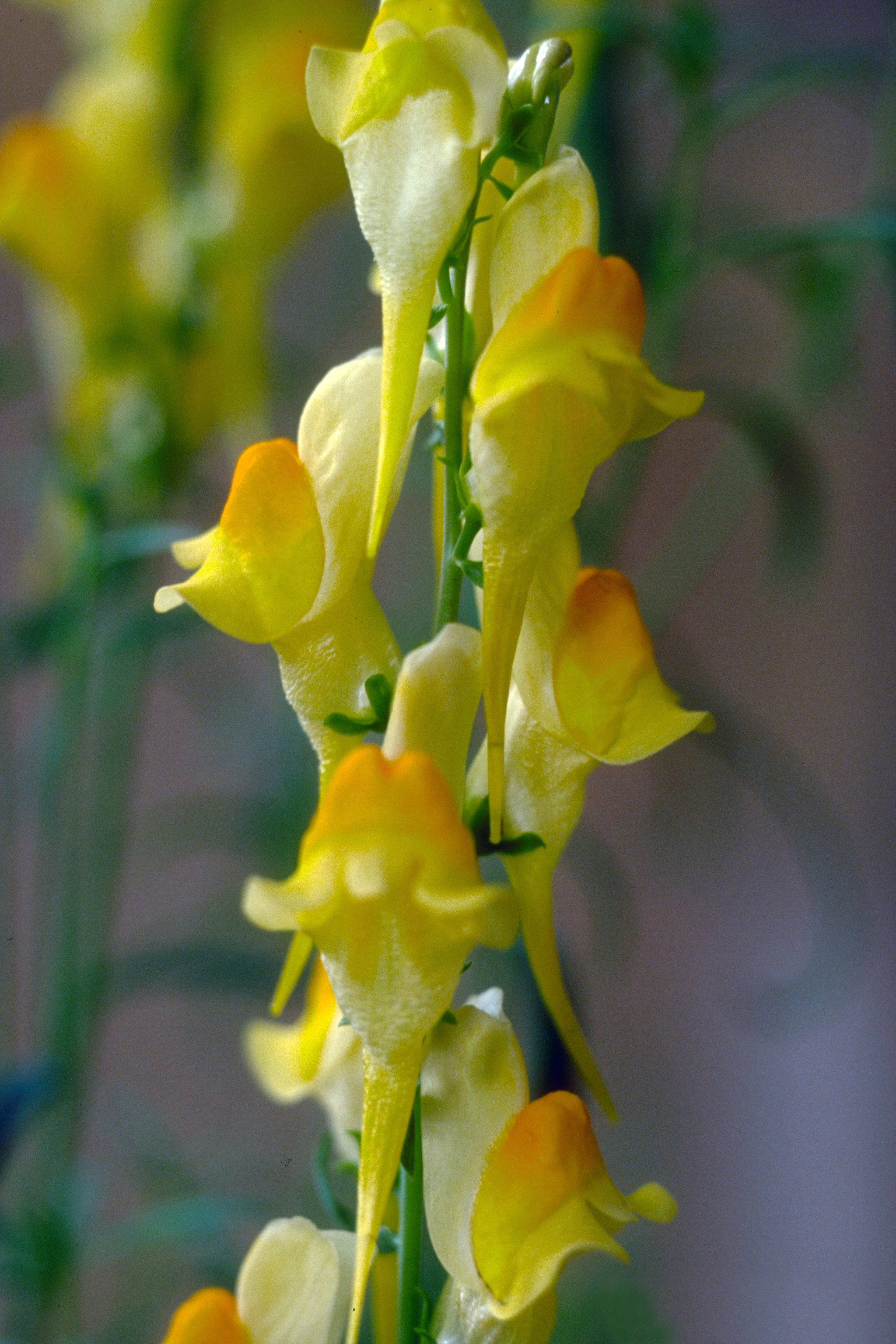
Linaria dalmatica
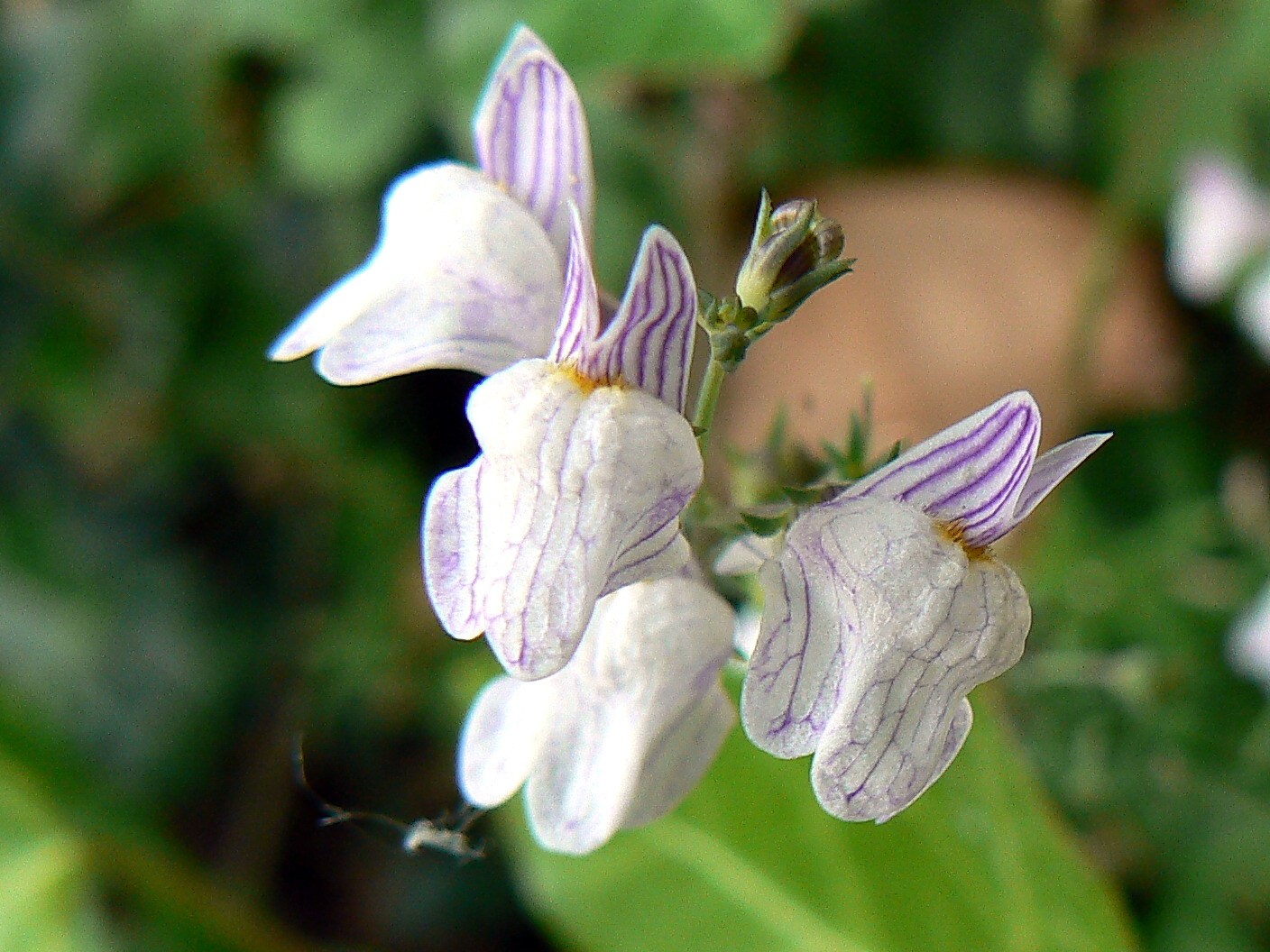
Linaria repens
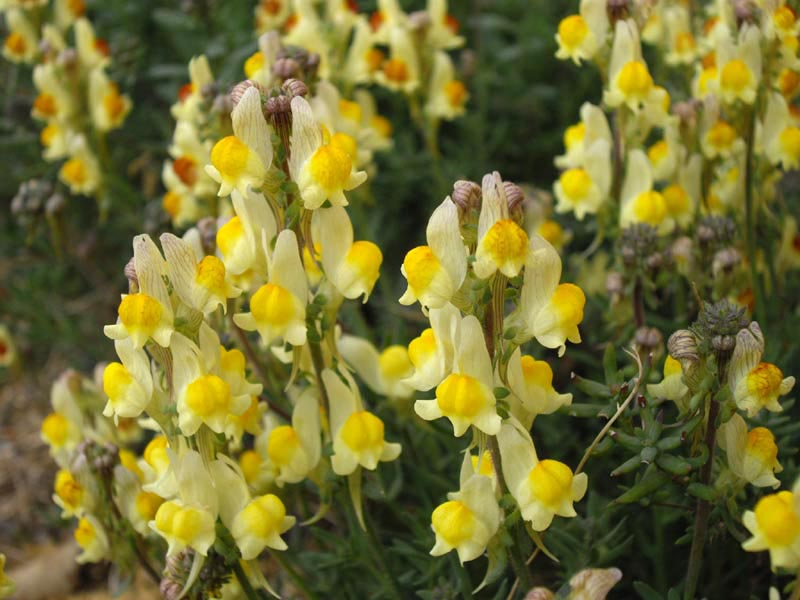
Linaria supina
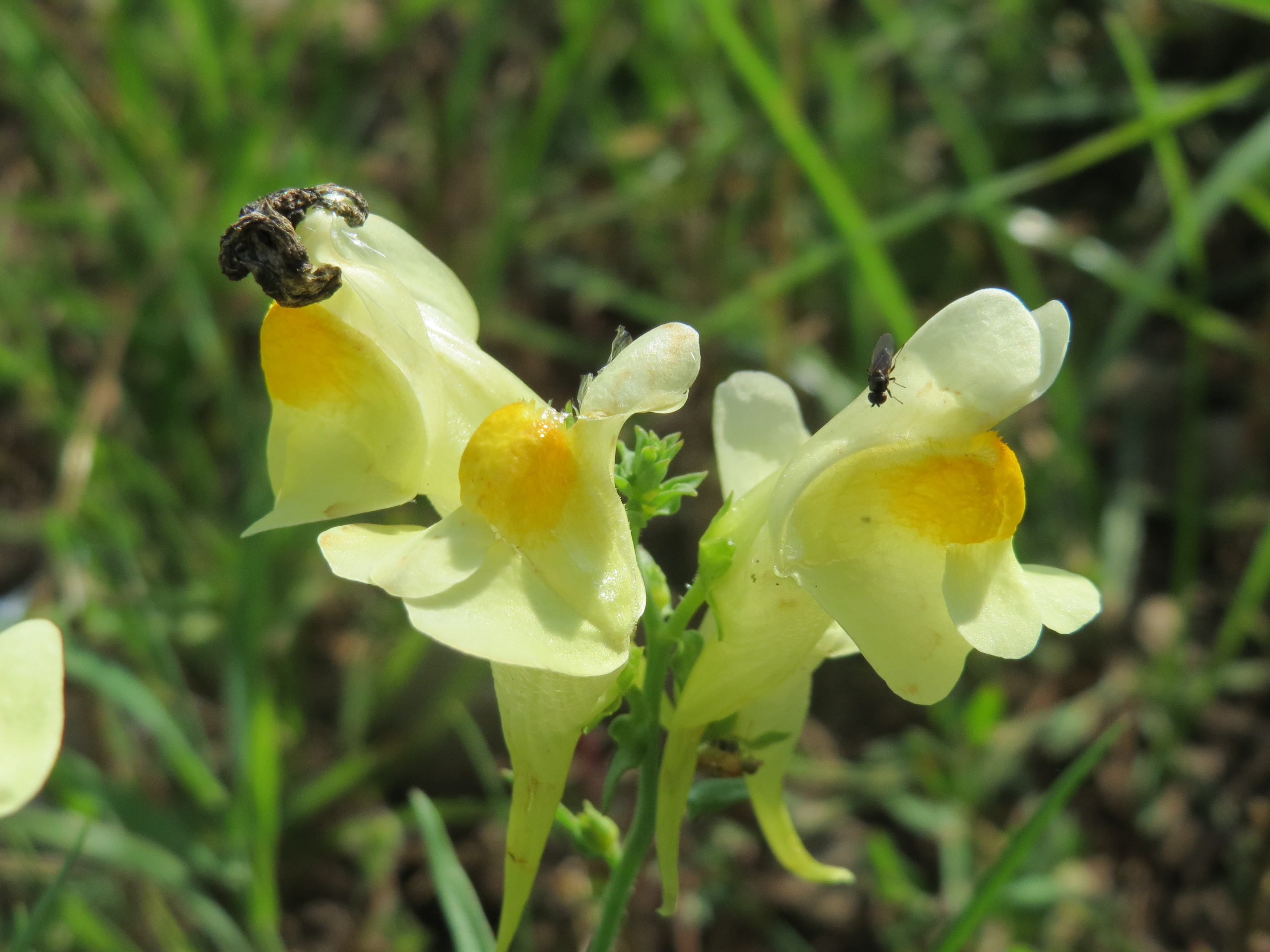
Linaria vulgaris
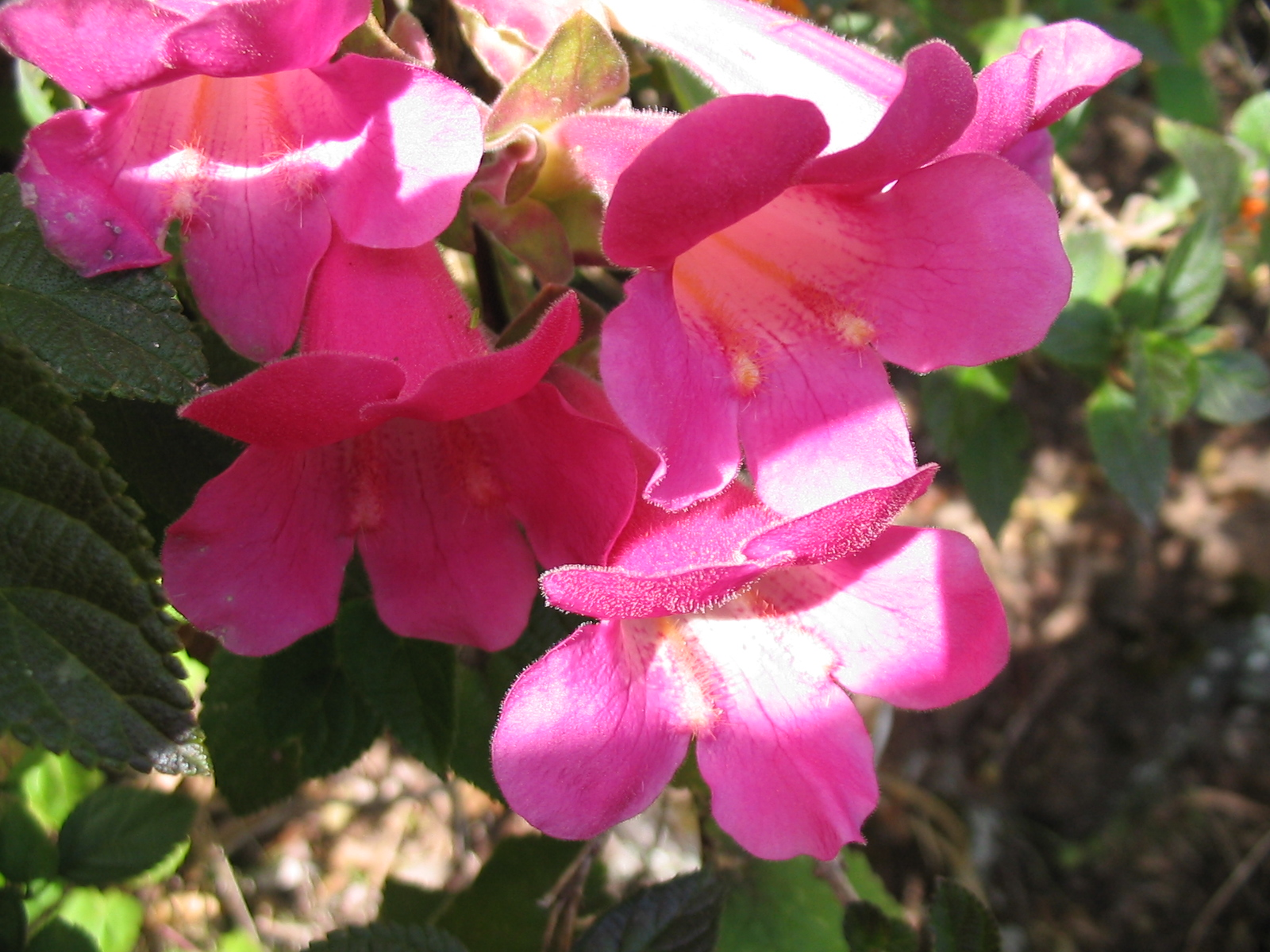
Lophospermum erubescens
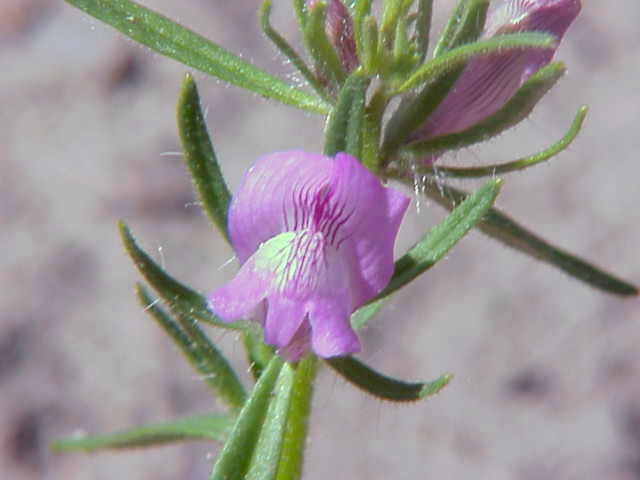
Misopates orontium
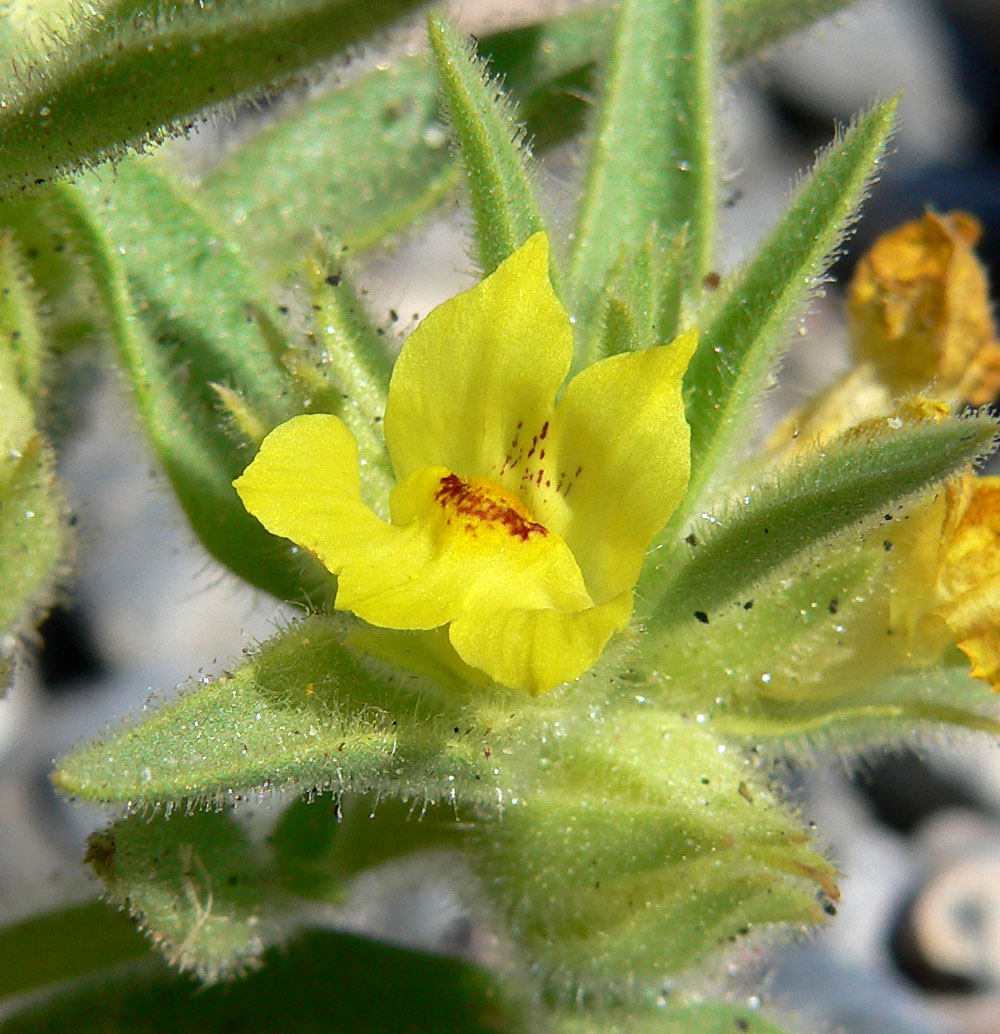
Mohavea breviflora
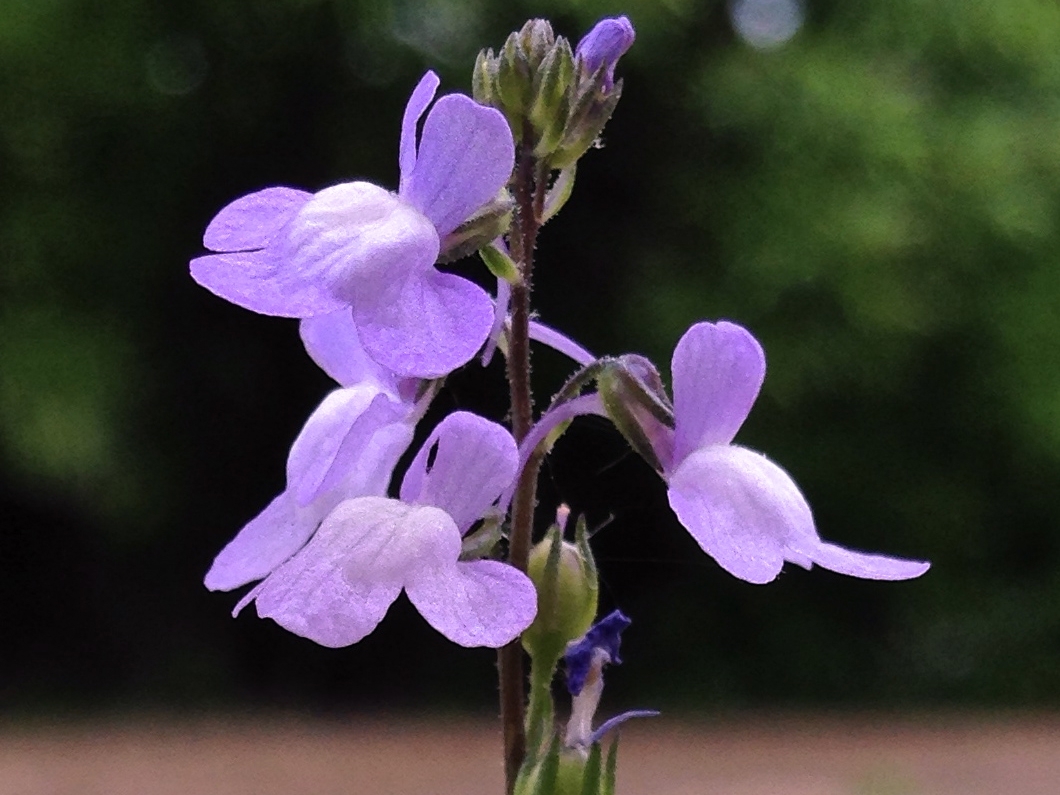
Nuttallanthus canadensis
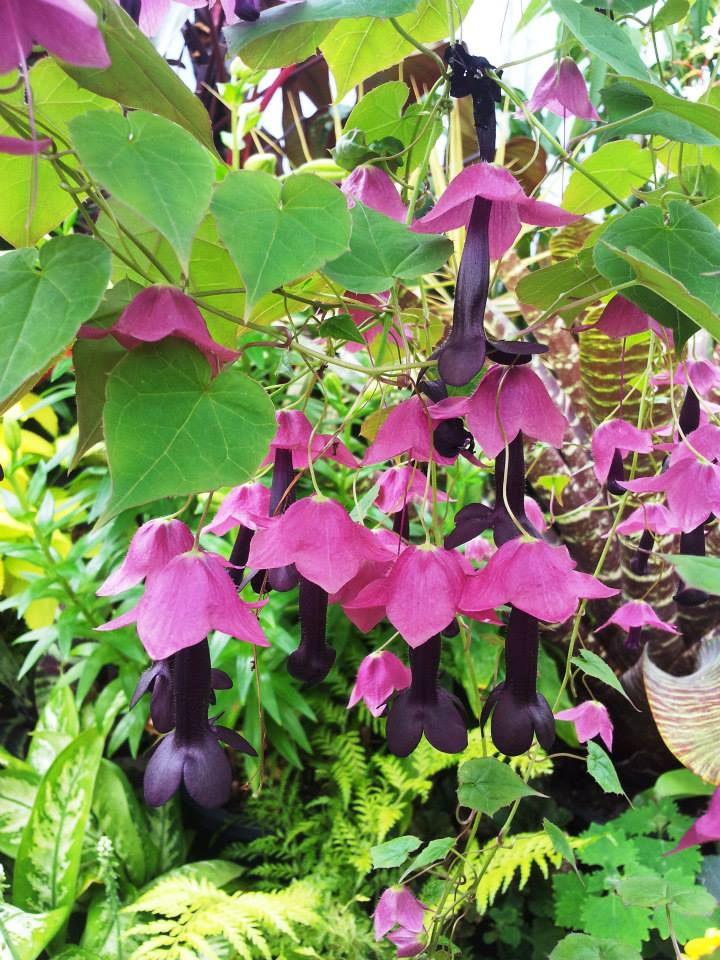
Rhodochiton astrosanguineum
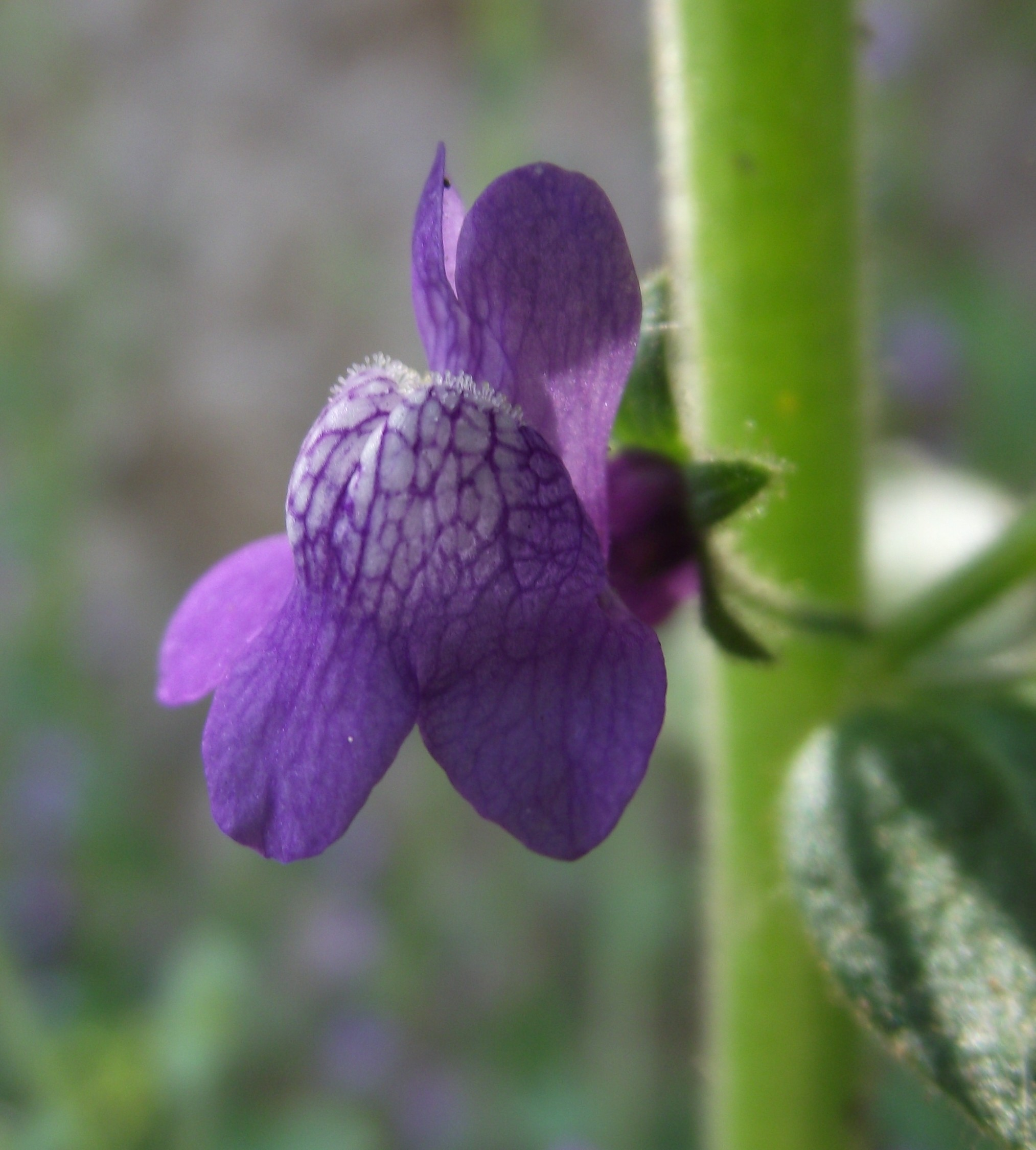
Sairocarpus nuttallianus